# Металлург (мини-футбольный клуб, Светловодск)
«Металлург» (Светловодск) — бывший украинский мини-футбольный клуб из Светловодска, участник первых чемпионатов УССР и СССР по мини-футболу.
В 1990 году проходит первый чемпионат УССР по мини-футболу, в котором принимает участие пять команд, включая светловодский «Металлург». Победителем за явным преимуществом становится днепропетровский «Механизатор». Второе место достаётся «Металлургу», единственной команде, которая сумела навязать борьбу чемпиону, проиграв ему со счётом 3:5. Игрок «Металлурга» Александр Васильченко признаётся лучшим защитником турнира.
В начале 1991 года проходит первый чемпионат СССР по мини-футболу. В нём принимает участие 22 команды, разбитых на три группы по зональному признаку. Из каждой из групп в финальный турнир выходит по две лучших команды. «Металлург» проводит свои встречи в зональном турнире Кишинёве с 23 по 27 января и уступает всем соперникам — местному «Агрос-Интексу», рижскому «СКИФ-Форуму» и воркутинской «Смене» — с одинаковым счётом 0:3 и покидает турнир.